# ペトル・エベン
ペトル・エベン（Petr Eben, 1929年1月22日 - 2007年10月24日）は、チェコの作曲家、ホロコースト生還者。

## 生涯
エベンはボヘミア北東部のジャンベルクの生まれで、青春期は南ボヘミアのチェスキー・クルムロフで過ごした。そこでエベンはピアノを、後にはチェロとオルガンを学んだ。ナチス・ドイツの占領と第二次世界大戦の時期は苦難の日々だった。エベンはカトリックとして育ったが、父はユダヤ人で、1943年にエベンは学校から追い出され、戦争の間、ナチによってブーヘンヴァルト強制収容所に抑留された。
戦後、エベンはプラハ音楽アカデミーに入学を許され、そこでフランティシェク・ラウフ（František Rauch）からピアノを、パヴェル・ボシュコヴェツから作曲を学んだ。1955年から、エベンはプラハ・カレル大学で音楽史を教え始めた。1978年から1979年にはイギリス、マンチェスターのロイヤル・ノーザン・カレッジ・オブ・ミュージックで作曲法の教授職に就いた。1990年には、プラハ芸術アカデミーの作曲法の教授、ならびにプラハの春音楽祭の会長となった。エベンはピアノとオルガンの即興演奏で有名であるが、作曲もエベンの関心の主な領域である。

## 音楽
エベンは、さまざまなジャンルの音楽を作曲している。エベンの重要な委嘱作品の中には、オラトリオ『Apologia Socratus』、1983年のホラント音楽祭のために書かれたバレエ音楽『Kletby a dobroreceni』、ウィーン・フィルハーモニー管弦楽団のために書かれた管弦楽作品『Nocni hodiny』と『Prazske nokturno』、Radio Viennaの新しいオルガンに献呈された『オルガン協奏曲第2番』、アヴィニョン演劇祭のために書かれたミサ曲『Missa cum populo』、ザルツブルク大聖堂のために書かれたオラトリオ『Posvatna znameni』、それに教会オペラ『Jeremiah』がある。また、オルガン曲や魅惑的な子供のための歌曲も書いている。

## 代表作
- Missa adventus et quadragesimae（1952年）
- オルガン協奏曲第1番（1954年）
- Sunday Music（1957年 - 1959年）オルガン曲
- カンタータ『Horka hlina』（1959年 - 1960年）
- ピアノ協奏曲（1960年 - 1961年）
- Laudes（1964年）オルガン曲
- Ordinarium missae（1966年）
- オラトリオ『Apologia Socratus』（1967年）
- ミサ曲『Truverska mse』（1968年 - 1969年）
- Vox clamantis（1969年）
- Ten Preludes on Chorales of the Bohemian Brethren（1971年 - 1973年）オルガン曲
- カンタータ『Pragensia』（1972年）
- 交響曲『Nocni hodiny』（1975年）
- 劇付随音楽『ファウスト』（1976年）
- 劇付随音楽『ハムレット』（1976年 - 1976年）
- カンタータ『Pocta Karlu IV』（1978年）
- Mutationes（1980年）オルガン曲
- Missa cum populo（1982年）
- バレエ音楽『Kletby a dobroreceni』（1983年）
- Hommage à Dietrich Buxtehude（ディートリヒ・ブクステフーデへのオマージュ）（1987年）オルガン曲
- Job（1987年）オルガン曲
- A Festive Voluntary: Variations on Good King Wenceslas（1987年）オルガン曲
- オルガン協奏曲第2番（1988年）
- Prague Te Deum（1989年）混声合唱、4つの金管楽器、ティンパニとパーカッション（またはオルガン）のための
- Biblical Dances（1990年 - 1991年）オルガン曲
- オラトリオ『Posvatna znameni』（1992年 - 1993年）
- 讃歌『Proprium festivum monasteriense』（1993年）
- Amen — es werde wahr: Choralphantasie für Orgel（1994年）オルガン曲
- Momenti d'organo（1994年）オルガン曲
- Hommage à Henry Purcell（ヘンリー・パーセルへのオマージュ、1994年 - 1995年）オルガン曲
- オペラ『Jeremiah』（1996年 - 1997年）
- Campanae gloriosae（1999年）オルガン曲

## 伝記
- K. Vondrovicova, Petr Eben, Prague 1993